# Krombekhooiwagenkrab
De krombekhooiwagenkrab (Macropodia deflexa) is een krab uit de familie Inachidae (vroeger een onderfamilie van de Majidae), die nog niet werd waargenomen voor de Nederlandse en Belgische kust. Ze is echter de algemeenste Macropodia- soort aan de Franse kust ten westen van het Kanaal (d'Udekem d'Acoz 2003).

## Anatomie
De krombekhooiwagenkrab heeft een driehoekig carapax, waarvan de lengte maximaal 27 mm bedraagt. Ze bezit gesteelde ogen die niet intrekbaar zijn. De rugzijde van de carapax is bezaaid met haakvormige setae. De kleur is meestal grijsbruin. De voorste rand van het rugschild bezit een lang, iets naar onder gebogen rostrum. De schaarpoten zijn dik en alle pereopoden zijn relatief lang, gestekeld en dragen setae. De dactylus van de twee laatste looppoten is zwak gekromd en draagt een dubbele rij kleine stekeltjes over de gehele lengte.

## Verspreiding en ecologie
De krombekhooiwagenkrab komt voor op zandige bodems, vaak tussen algen, waarmee ze zich camoufleert, vanaf de getijdenzone tot op 90 m diepte. Het is een Oost-Atlantische soort die gevonden wordt van Ierland tot Portugal.

Ze eten voornamelijk algen en in mindere mate kleine kreeftachtigen, schelpdieren en zee-egels (Hartnoll 1963).